# Oberasbach

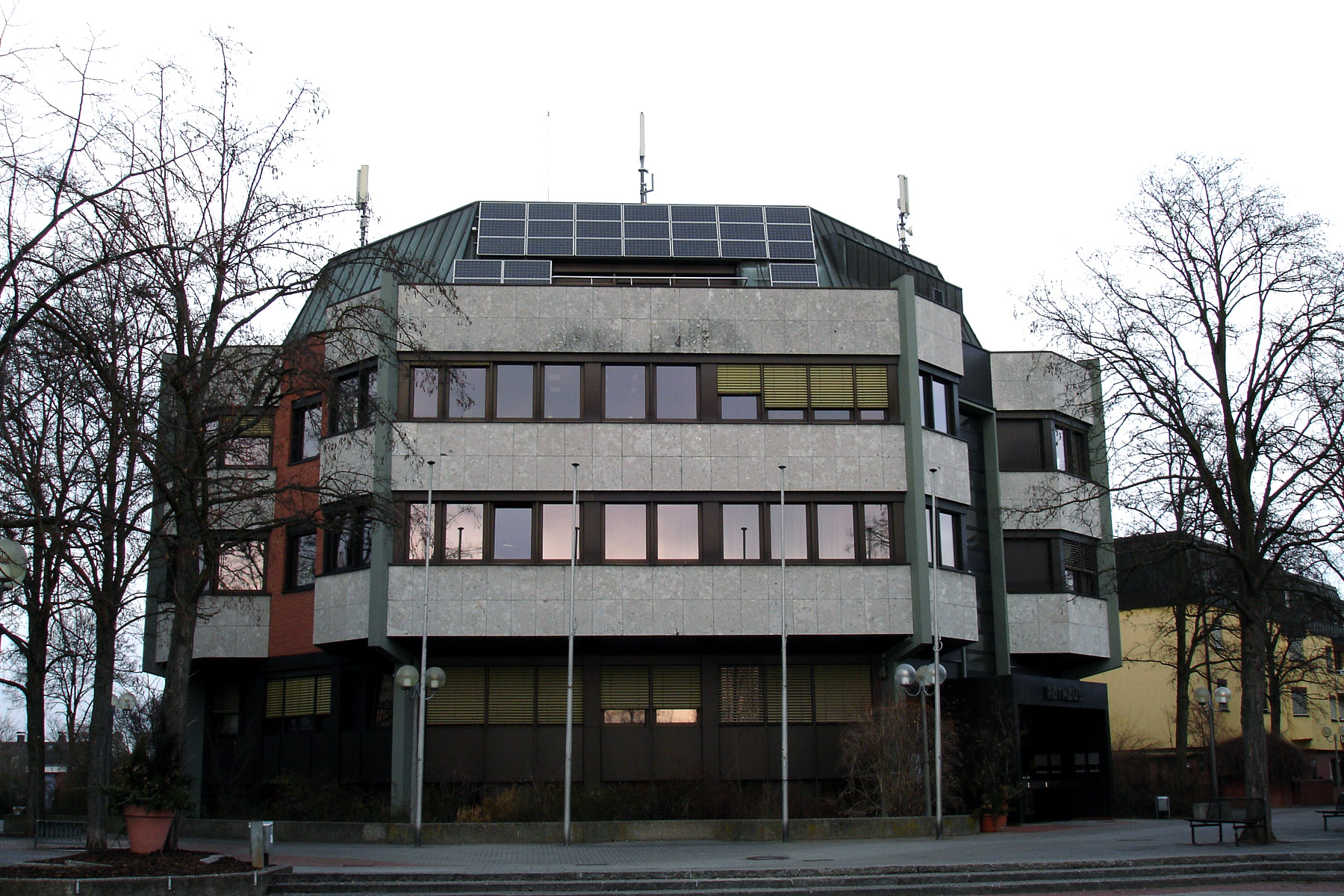
Oberasbach
(Primăria)

Oberasbach este un oraș din Franconia Mijlocie, landul Bavaria, Germania.